# ليام دونيلي
ليام دونيلي (بالإنجليزية: Liam Donnelly)‏ (7 مارس 1997 في المملكة المتحدة - ) هو لاعب كرة قدم أيرلندي شمالي في مركز الدفاع. شارك مع منتخب أيرلندا الشمالية تحت 17 سنة لكرة القدم ومنتخب أيرلندا الشمالية تحت 21 سنة لكرة القدم ومنتخب أيرلندا الشمالية لكرة القدم. أما مع النوادي، فقد لعب مع نادي فولهام ونادي كرولي تاون وDungannon Swifts F.C. ‏.

## مسيرته الكروية
لعب ليام دونيلي خلال مسيرته الاحترافية مع 5 أندية في عشرة مواسم وسجل خلالها 11 هدفًا ضمن 106 مباراة. ولم يفز بأي موسم بالكأس أو بالدوري.
خاض ليام دونيلي مسيرته مع Dungannon Swifts F.C. ‏ في موسم 2011–12 لمدة موسم واحد، مشاركًا في 7 مباريات ولم يسجل أي هدف. ثم انتقل إلى نادي فولهام في موسم 2012–13 ليلعب معه أربعة مواسم، حيث لم يشارك في أي مباراة ولم يسجل أي هدف أيضًا. لينتقل بعدها إلى نادي هارتلبول يونايتد في موسم 2016–17 ولمدة موسمين، مشاركًا في 60 مباراة سجل خلالها 3 أهداف. ثم انتقل إلى نادي ماذرويل في موسم 2018–19 ولمدة موسمين، مشاركًا في 29 مباراة سجل خلالها 8 أهداف.

## وصلات خارجية
- ليام دونيلي على موقع الاتحاد الأوربي (الإنجليزية)
- ليام دونيلي على موقع قاعدة بيانات كرة القدم.إي يو (الإنجليزية)
- ليام دونيلي على موقع ناشيونال فوتبول تيمز (الإنجليزية)
- ليام دونيلي على موقع Soccerbase.com (لاعب) (الإنجليزية)
- ليام دونيلي على موقع Soccerway.com (الإنجليزية)
- ليام دونيلي على موقع عالم كرة القدم.نت (الإنجليزية)